# Colombie aux Jeux olympiques d'été de 1988
La Colombie participe aux Jeux olympiques d'été de 1988 qui se déroulent du 17 septembre au 2 octobre 1988 à Séoul, en Corée du Sud. Il s'agit de sa douzième participation à des Jeux d'été. Elle ne remporte qu'une seule médaille de bronze durant cette compétition.
Huit athlètes colombiens sont sélectionnés par la fédération nationale d'athlétisme. La grande surprise pour la presse de l'époque est la présence de cinq femmes sur les huit, alors qu'il n'y en avait eu que deux en tout et pour tout lors des précédentes éditions.

## Liste des médaillés colombiens
| Médaille | Nom               | Sport | Épreuve             |
| -------- | ----------------- | ----- | ------------------- |
| Bronze   | Jorge Julio Rocha | Boxe  | Poids coqs (-54 kg) |